# ギャラップ国際協会
ギャラップ国際協会 (Gallup International Association; GIA) は、スイスに登記され、オーストリアに本部を置く国際的な調査会社や団体の協会である。アメリカの調査家であるジョージ・ギャラップが1947年にイギリスで設立し、ギャラップは亡くなる1984年まで会長を務めた。
ギャラップが設立したアメリカに本部を置く調査会社のギャラップ社 (Gallup, Inc.) は、かつて協会の会員であったが、現在は脱退しており関係性はない。両者は「ギャラップ」の商標使用を各国で争っており、ギャラップの名称を冠すギャラップ・パキスタン (Gallup Pakistan)、韓国ギャラップ(Gallup Korea)、ブルガリアのギャラップ・インターナショナル (Gallup International) は協会の会員であるが、アメリカの会社の支部や子会社ではない。日本の市場調査会社日本リサーチセンターは1968年から協会の会員である。